# プレジール (企業)
プレジールは大阪市中央区にあるプリンター用インクカートリッジの製造・販売メーカーである。

## 企業概要
- 2004年10月8日創業。
- 大手プリンターメーカーのプリンターに対応した互換インクカートリッジを製造、低コストで買い求めやすい値段で販売。大手家電量販店に多数納入している。（サードパーティーメーカー）